# Puntas de prueba elásticas
Una punta de prueba elástica es un dispositivo que sirve para hacer pruebas de calidad a un cierto producto, donde la punta es el vínculo entre el dispositivo a probar y el instrumento de medición. La diferencia con las puntas de prueba normales, como las puntas del osciloscopio, por ejemplo, es el diseño de construcción, además de los materiales de fabricación de estas puntas de prueba elásticas. Estas puntas cuentan con un resorte o muelle que hace la función de amortiguamiento y ajuste, o contacto perfecto entre la punta y el dispositivo a probar.

## Utilidad
En general una punta de prueba elástica sirve, como se mencionó anteriormente, para pruebas de calidad como las pruebas ICT(In-Circuit-Test) y además para las pruebas FCT(Functional-Circuit-Test) donde generalmente un banco o campo de pruebas es requerido, así como un accesorio para poder realizar las pruebas. Hay algunas otras pruebas que no son tan comunes como la prueba de presencia, donde lo único que hacen estas puntas es comprobar que los componentes estén físicamente en el lugar adecuado, por ejemplo un condensador en un PCB o para aquellos componentes con patas.
Estas puntas de prueba de acuerdo al fabricante y a los requerimientos del usuario final se construyen casi para cualquier tipo de prueba en un dispositivo eléctrico, aunque existe un estándar de puntas de prueba elásticas muchos usuarios hacen diseños propios para usar estas puntas. Cabe mencionar que para este tipo de pruebas también existen otros tipos además del elástico como es el caso de las puntas neumáticas, que usan como actuador aire comprimido en lugar de un resorte, aunque el diseño de la punta cambia notablemente y sobre todo las piezas a utilizar.

## Partes de una punta de prueba

### Materiales de construcción de puntas elásticas
Dependiendo de la pieza es el material por ejemplo el resorte generalmente está hecho de acero inoxidable, acero, o cable como el que se usa en los instrumentos musicales y en algunas ocasiones la vaina hace la función de resorte, el material de construcción es muy importante porque este tipo de dispositivos están expuestos a cargas muy intensas de trabajo, desgaste y corrosión por lo que los materiales deben de ser lo suficientemente resistentes para soportar las cargas mecánicas, pero también repelentes a la corrosión y sumamente eficientes en la conducción eléctrica.
Entre los principales materiales para la vaina, la cabeza y el cuerpo son acero al carbón, acero, acero inoxidable, latón, bronce, rodio. Ni-Ag, BeCu, además las piezas son recubiertas con dorado (baño de oro), plateado (baño de plata) u otro material, que aunque son materiales costosos sirven para evitar la corrosión o para aumentar la conducción eléctrica de las puntas.

## Tipos de puntas de prueba elásticas
Existen dos categorías para enumerar los tipos, por sistema de montaje y por uso:

### Por sistema de montaje
- Puntas de prueba elásticas montadas sobre un campo de prueba (Cama de agujas): Las puntas son montadas sobre un dispositivo o aparato de pruebas que en realidad parece una cama, donde la agujas coinciden exactamente con los puntos del PCB o del contacto a probar, en este tipo de puntas la prueba se realiza al dispositivo todo en una vez, aunque existen algunos dispositivos que pueden hacer pruebas en dos pasos, tanto pruebas funcionales como pruebas ICT

- Puntas de prueba montadas sobre un brazo(flying probes): Estas puntas son montadas sobre un brazo robótico, el cual hace pruebas en puntos críticos definidos por el usuario sobre el PCB, por lo general lo que están midiendo es continuidad eléctrica, estas puntas por el uso mecánico se desgastan más raído que las puntas en una cama de agujas además de que están expuestas fuertemente a cargas mecánicas transversales. Estas puntas pueden realizar aproximadamente 5 contactos de prueba por segundo.

### Por uso
De acuerdo al fabricante existen diversos tipos pero en general los podemos agrupar de la siguiente forma.
- Contactos estándar para pruebas de circuitos integrados: este tipo de puntas está bien definido pro todos los fabricantes porque es el tipo de punta más utilizado para las pruebas de calidad eléctricas.

- Micro puntas para microelectrónica (alta integración): debido a alta integración en los nuevos circuitos estas puntas llegan a medir 1 mm o menos.

- Puntas de batería para Docking stations: Puntas como las usadas en la batería de un celular, o baterías de computadoras, cargadores de baterías etc.

- Conectores de prueba para cables(mazo de cables): Generalmente usados por la industria automotriz, este mazo de cables es como un árbol de cables y el tipo de prueba que se hace es una prueba automática de continuidad.

- Verificación de colores o altas frecuencias: Verifican el color de ledes o miden altas frecuencias en algún dispositivo.

## Medidas relacionadas
En este tipo de dispositivos es importante conocer algunos de los términos que nos proporcionan los fabricantes a continuación se enumerarán las más importantes, por lo que existen algunas más que no se mencionan.

### Sobre la punta en general
Entre los datos más importantes de acuerdo a la aplicación para la cual se requieren las puntas de prueba elásticas es sin duda la corriente máxima y el diseño de toda la punta z algunos otros parámetros como:
- Separación mínima del centro: parámetro que proporciona el fabricante de cual es la distancia mínima que debe existir entre una punta de prueba y otra medida desde el centro de la punta(tomando el diámetro como punto de referencia).

- Corriente máxima: en esta medida puede haber dos tipos de valores, uno es la corriente nominal máxima y la corriente máxima por períodos, por ejemplo, en las puntas de alta corriente se usa una corriente máxima por período ya que algunas puntas necesitan periodos de enfriamiento (la punta se calienta como resultado de la resistencia del material), pero algunas de estas puntas están diseñadas para soportar altas corrientes por periodos prolongados de tiempo, por lo que se pueden tener dos valores, la corriente más alta soportada, (un pico) y la corriente máxima de operación.

- Material: de acuerdo al tipo de dispositivo o accesorio de pruebas se selecciona el material, también de acuerdo a la aplicación que se está implementando.(Véase “Materiales de construcción de puntas elásticas”).

- Tipo de montaje: como se pueden usar estas puntas, sin receptáculo o con el o como en el caso de puntas de prueba neumáticas si necesitan algún aditamento extra para el funcionamiento.

- Diseño interno: existen diversos diseños según el uso desde la más simple descrita en el presente documento hasta algunas que tienen el cuerpo dividido, con balín interno, con el resorte en la vaina, etc.

- Tiempo de vida útil: esta es una estimación que hace el fabricante, pero se debe tener cuidado en la estimación, existen muchos factores que intervienen o influencian el desgaste de las partes en operación, por ejemplo las fuerzas transversales que se presentan en los dispositivos de pruebas para circuitos con componentes montados, fuerzas transversales generadas en el dispositivo por el flujo de movimiento no paralelo de la pieza, contacto de superficies de soldadura no planas con las puntas de prueba Mala operación u otros daños mecánicos concernientes a la instalación. Generalmente las puntas de prueba elásticas pueden operar sobre 1 millón de ciclos de trabajo (en el caso ideal). Estos valores son más bajos en los catálogos del fabricante, pero en la práctica es difícil conocer los valores reales. En industrias de producción en serie para componentes electrónicos se puede calcular la vida útil alrededor de 15000 a 20000 ciclos (sobre vida útil se entiende el periodo en que la punta de prueba funcionara cumpliendo su tarea correctamente).

### Sobre el tipo o estilo de cabeza
El tipo de cabeza puede ser de muchos tipos incluso sobre diseño entre los más usuales se encuentran los de terminación en punta, de cabeza dentada, de corona(2,3 y 4 picos), cilíndricos de cabeza plana, cilíndricos de cabeza esférica, cóncavos. Todos los fabricantes deben de dar las medidas ergonómicas sobre todo la dimensión de la anchura de la cabeza que es muy importante para la selección de las correctas puntas elásticas a usar. Además de estas medidas el material de construcción es uno de los puntos determinantes cuando se usan puntas en un dispositivo.

### Sobre el cuerpo(émbolo)
La longitud es determinante, las puntas más largas se usan para pruebas funcionales y las más cortas para pruebas ICT(por lo general), el estilo del cuerpo puede variar entre un cuerpo contenido dentro de una vaina, o cuerpo saliente con conexión en un extremo, cuando se usa este diseño el cuerpo absorbe toda la corriente evitando que el cilindro presente una resistencia adicional al sistema. Al igual que en la selección de la cabeza el material de construcción es muy importante de a cuerdo al tipo de dispositivo empleado. Más adelante se definen los tipos de dispositivos o adaptadores.

### Sobre la vaina(cilindro)
Uno de los puntos que debe determinar la hoja de especificaciones es si existe una vaina o si esta vaina necesita un receptáculo para el montaje en un dispositivo o si existe vaina en el diseño.. Al igual que en la selección de la cabeza el material de construcción es muy importante de a cuerdo al tipo de dispositivo empleado.

### Sobre el muelle (resorte)
El resorte es fundamental par que todo el sistema funcione en orden y no presente errores en la medición entre los parámetros más importantes tenemos:
- Precarga del resorte: Con cuanta fuerza está presionado el muelle en estado de equilibrio dentro de la pieza.

- Fuerza a la carrera de trabajo: cuanta fuerza nominal soporta el muelle sin sufrir cambios en su elasticidad.

- Máxima carrera de trabajo: Límite de proporcionalidad de Hooke, es la fuerza máxima que puede soportar el muelle sin sufrir una deformación permanente. Generalmente los fabricantes pueden usar Newtons o mm como unidades. Entonces si el fabricante usa Newtons está hablando de fuerza y si usa mm está hablando de desplazamiento.

- Material del resorte: generalmente el resorte está hecho de acero inoxidable porque dentro de la vaina siempre se acumulan residuos como agua o agentes desgastantes que pueden cambiar la constante del resorte al impedir el libre movimiento de este.